# 長濱博史
長濵 博史（ながはま ひろし、1970年3月15日 - ）は、大分県出身のアニメーター、アニメ監督、アニメ演出家。

## 来歴
川尻善昭監督のOVA『妖獣都市』を見たことをきっかけにアニメーターを目指し、東京デザイナー学院アニメーション科に入学。卒業後の1990年にマッドハウスに入社。テレビアニメ『YAWARA!』で原画デビュー。
1993年、OVA『銃夢』に参加。作画監督を担当した藤川太の裁量で多くのアクションシーンを担当するチャンスを与えられた。
1996年、マッドハウスを辞めてフリーランスとなり、専門学校の同級生だった長谷川眞也の誘いで幾原邦彦監督のテレビアニメ『少女革命ウテナ』に参加。コンセプトデザインを担当し、以降はプリプロダクションでの作品参加も増えていく。
1998年、『ウテナ』の制作中に知り合った桜井弘明の誘いで大地丙太郎監督のテレビアニメ『セクシーコマンドー外伝 すごいよ!!マサルさん』に参加し、初めて演出を担当する。これをきっかけに大地との交流が始まり、1999年に大地監督のテレビアニメ『十兵衛ちゃん -ラブリー眼帯の秘密-』で演出を任され、2001年には大地から漫画『フルーツバスケット』をどうアニメ化するかについての相談を受け、原作者も交えて打ち合わせをする。そして2004年に大地からテレビアニメ『十兵衛ちゃん2 -シベリア柳生の逆襲-』の監督を打診されるが、その時にはすでに初めての監督作品が決まっていたので断る。ただし、監督には就任しなかったものの、クレジットに表記しないという条件で監督としての仕事は引き受け、基本的には新たにキャラクターデザイナーとして参加した馬越嘉彦と2人で制作を進めた。
2005年、漆原友紀の漫画が原作のテレビアニメ『蟲師』にて初監督を務める。きっかけは、数々のヒット作を手掛けたアニメプロデューサーの片岡義朗が長濵を監督に誘ったこと。何かやりたい作品はないかと聞かれたので原作漫画のファンだった『蟲師』を挙げると、片岡は一週間足らずでアニメ化の契約を取り付けてきた。同作は、東京国際アニメフェアの第5回東京アニメアワードのテレビ部門にて優秀作品賞を受賞した。
2008年、若杉公徳によるギャグ漫画が原作のOVA『デトロイト・メタル・シティ』の監督のオファーを受ける。最初、制作会社のSTUDIO 4℃は渡辺信一郎に監督をオファーしたが、長濵の作品をチェックしていた渡辺が自分の代わりに彼を推薦した。
2013年、押見修造の漫画が原作のテレビアニメ『惡の華』を監督。日本のテレビアニメでは史上初となる、全編にわたってロトスコープを用いた作品。キングレコードの中西豪プロデューサーからアニメ化のオファーを受けるが、最初は断っていた。監督を引き受ける条件を聞かれたので無理を承知でロトスコープで制作することを要求すると、意外にもOKが出たので引き受けることになった。
2017年、テレビアニメ『THE REFLECTION』で初めてアニメオリジナル作品を監督する。同作では、数多くのマーベル・コミックを生み出してきたアメコミ界の巨匠スタン・リーと共同原作も務めた。スタン・リーとは2011年頃にも別の作品を企画したことがあるが、そちらの企画は約4年ほど準備してキャラクターやストーリーも完成していたが中止になっている。
2019年9月、北米で放送される伊藤潤二のホラー漫画『うずまき』のアニメを監督することが発表されたが、新型コロナウイルス感染症の影響などで放送が延期された。2023年時点で放送時期は明らかになっていない。

## 人物
大のアメコミ好き。興味を持ったのは小学4年生の頃。小野耕世が翻訳した光文社のマーベルコミックスの『スパイダーマン』の4巻を表紙に惹かれて買って読んだのが初めてだった。田舎だったのでそれ以降は買えず、本格的に読み始めたのは東京に出てからで、原点だったマーベル作品を中心に読むようになった。スタン・リー作品の大ファンで、のちに彼と会った時にそのことを話したことがきっかけとなり、彼と作品作りを行なうことになる。『デアデビル』や『バットマン』はフランク・ミラーがストーリーに関わるようになって、さらに傾倒していった。子供の頃に『デビルマン』や『漂流教室』といった読んでいる内に天地がひっくり返るような話が好きだったが、それらと同じワクワク感や驚愕させられる経験を得られるものだと感じたという。
子供の頃から日本の漫画やアニメーションの絵柄が苦手だった。マジンガーZや超電磁ロボ コン・バトラーVやゲッターロボといったロボットアニメは、メカは好きだしカッコいいとは思っていたが、もともと『仮面ライダー』や『快傑ライオン丸』といったチャンバラとヒーロー物が混ざったような実写の特撮作品を見て育っていたこともあり、人間の顔が単純化された日本の漫画やアニメにリアリティをあまり感じられず、絵空事だと感じて上手くキャラクターに感情移入できなかった。また、絵が動くアニメの映像にどうして喜びや悲しみなどの感情が伴うのか理解できなかった。しかし、高校生の頃に川尻善昭の『妖獣都市』を見た時、見ているうちにまるでハリウッド映画を見ているかのような感覚に陥り、アニメだと思わなくなってしまう経験をしたことでその認識が変わった。これを見てアニメーターになろうと決心し、監督の川尻の在籍するアニメ制作会社マッドハウスへの入社を決めた。また小学生の頃、人の顔をリアルに描こうとして友達に笑われたことで「その通りに描いて変になるってことは俺たちの顔は変なんだ」と思っていた。しかし、10歳の時に現実通りに人間の顔を描いている『スパイダーマン』に出会ったことでその認識が変わった。『スパイダーマン』では人中も唇も、鼻の穴までも描いているのに恰好よく、「人間は醜くないんだ」と衝撃を受けた。そのおかげで「自分の絵は変ではない」と自信が持てたので、それからも絵を描き続けていくことが出来た。

## 影響・作風
アメリカン・コミックスに強い影響を受けている。レイアウト、省略の仕方などは、どの作品でも常にアメコミを意識している。作品を作る時は何かを参考にしたりせず、作品の解釈を根本的な部分から考えていく。作品やその制作体制に合うものであれば、手法はCGだろうがロトスコープだろうが構わないという。『蟲師』では、ストーリーが伝わるようにA地点からB地点まで移動する間の出来事など漫画で言及していないコマとコマの間の部分を一から作って細部を表現しようとした。『惡の華』では、ロトスコープで独特の映像を作り出した。また、各キャラクターをそれぞれ別の音で表現するなど、サウンドで世界観の構築を行なった。『THE REFLECTION』では、アメコミのアートスタイルをそのままアニメーションにすることを試み、独特の色づかいのアメコミのコマがそのまま動き出したかのような表現を作り出した。いつかフィギュアアニメやクレイアニメのような物体を物理的に動かすようなアニメ作品を作りたいと思っている。
アメコミのコミックライターのフランク・ミラーに強い影響を受けている。
漆原友紀の漫画『蟲師』の大ファンで、初めて監督作品を作るチャンスを得た際に候補作として選び、実際に監督した後も「一生作り続けていたかった」と言うほど。
影響を受けたアニメ監督は、『あしたのジョー』の出﨑統と『妖獣都市』の川尻善昭。特に川尻の『妖獣都市』は、高校生のときに長濵のアニメーションに対する認識をすべて塗り変え、その可能性を感じさせた作品。
若い頃は『機動戦士ガンダム』に夢中になっていた。

## 主な参加作品

### テレビアニメ
1990年
- YAWARA!（1989-1992年、動画・原画）

1992年
- あずきちゃん（1992-1997年、原画）

1996年
- B'T-X（原画）

1997年
- 少女革命ウテナ（コンセプトデザイン・ED作画・作画監督）

1998年
- アリスSOS（1998-1999年、OP原画）
- アキハバラ電脳組（OP原画、原画）
- セクシーコマンドー外伝 すごいよ!!マサルさん（46話絵コンテ・演出・作画監督・動画）
- おじゃる丸（1998年-現在 19話絵コンテ・演出・作画監督・原画）

1999年
- 天使になるもんっ!（原画）
- モンスターファーム〜円盤石の秘密〜（1999-2000年、48話原画）
- 十兵衛ちゃん -ラブリー眼帯の秘密-（9話・12話演出）
- 今、そこにいる僕（1999-2000年、絵コンテ・演出・作画監督・原画・作画協力）
- モンスターファーム〜伝説への道〜（1999-2000年、OP2絵コンテ・演出・作画監督・原画）

2001年
- チャンス〜トライアングルセッション〜（6話原画）
- フルーツバスケット（OP演出・絵コンテ・演出・原画）

2002年
- あたしンち（2002-2009年、監督補・OP演出・絵コンテ）
- シスター・プリンセス RePure キャラクターズ（絵コンテ・演出・作画監督・原画）

2003年
- デ・ジ・キャラットにょ（2003-2004年、設定協力・OP演出・絵コンテ）

2004年
- 十兵衛ちゃん2 -シベリア柳生の逆襲-（チーフディレクター・絵コンテ）
- レジェンズ 甦る竜王伝説（2004-2005年、シリーズコンセプト）
- スクールランブル （2004-2005年、3話演出・絵コンテ）

2005年
- ギャグマンガ日和（OP演出）
- 蟲師（2005-2006年、監督・シリーズ構成・絵コンテ・演出）

2006年
- ギャグマンガ日和2（OP演出・演出・作画）
- シムーン（コンセプトデザイン）

2007年
- レ・ミゼラブル 少女コゼット（OP絵コンテ・演出）
- おおきく振りかぶって（第1期）（OP絵コンテ・演出）

2009年
- 君に届け（第1期）（2009-2010年、22話絵コンテ）

2010年
- ギャグマンガ日和+（OP演出）

2011年
- X-MEN（9話絵コンテ・ED原画）

2012年
- ギルティクラウン（2011-2012年、ED2絵コンテ・演出）
- 夏色キセキ（ED絵コンテ）

2013年
- 聖闘士星矢Ω（2012-2014年、51話原画）
- 惡の華（監督）

2014年
- 蟲師 特別篇『日蝕む翳』（監督・絵コンテ・演出）
- 蟲師 続章（監督・シリーズ構成）

2017年
- THE REFLECTION -ザ・リフレクション-（原作・監督・絵コンテ・キャラクター原案）

2019年
- 臨死!!江古田ちゃん（10話監督・絵コンテ・演出

2024年
- UZUMAKI（監督・絵コンテ・作画監督・原画・動画）

### 劇場アニメ
1992年
- YAWARA! それゆけ腰ぬけキッズ!!（原画・動画チェック）

1995年
- MEMORIES Episode. 2「最臭兵器」（原画）

1999年
- 少女革命ウテナ アドゥレセンス黙示録（メカニックデザイン・絵コンテ）
- アキハバラ電脳組 2011年の夏休み（デザイン協力）

2002年
- 劇場版ポケットモンスター 水の都の護神 ラティアスとラティオス（絵コンテ）

### OVA
1990年
- ロードス島戦記（1990年-1991年、動画・動画チェック）
- 魔物ハンター妖子 （動画）
- 電脳都市OEDO808（1990-1991年 動画）

1993年
- 銃夢（原画）
- ザ・コクピット 成層圏気流（メカニックデザイン、メカニック作画監督）

1995年
- バイオ・ハンター（原画）

1996年
- 鉄腕バーディー（1996年-1997年、原画）

2002年
- ジョジョの奇妙な冒険（第2期）（2000年-2002年、絵コンテ）

2003年
- Di Gi Charat劇場 ぴよこにおまかせぴょ!（演出、声優（リモコン役））

2005年
- 魔女っ娘つくねちゃん（2005-2006年、演出）
- それいけ!アンパンマン おうたとてあそび たのしいね（作画）

2008年
- デトロイト・メタル・シティ（監督・演出）

2014年
- Hybrid Child（クリエイティブコーディネート）

### イベント上映
- ギャグマンガ日和 ジャンプフェスタ2002版（演出・作画）

### PV
- Taishi featuring.初音ミク「Downloader」（2011年、スタジオディーン制作）ディレクション
- Curl flavor feat.初音ミク「チャイム」（2011年、スタジオディーン制作）ディレクション
- 日笠陽子「Glamorous days」（2013年）演出

### ゲーム
- サクラ大戦（1996年）原画

## 受賞歴
第11回アニメーション神戸 - 個人賞